# Ironhide Game Studio
Ironhide Game Studio är en uruguayansk spelutvecklare grundat 2010 och som är mest välkänd för sina tower defense spel med deras spelserie  Kingdom Rush.

## Utvecklade spel
| Titel                                   | År   | Plattform(ar)                        | Genre            |
| --------------------------------------- | ---- | ------------------------------------ | ---------------- |
| Soccer Challenge World Cup Edition 2010 | 2010 | PC                                   | Trivialt         |
| Clash of the Olympians                  | 2010 | PC, IOS, Android                     | Shooting         |
| Kingdom Rush (flash)                    | 2011 | PC, IOS, Android                     | Tower Defense    |
| Kingdom Rush                            | 2011 | Steam, IOS, Android, Amazon appstore | Tower Defense    |
| Kingdom Rush Frontiers                  | 2013 | Steam, IOS, Android, Amazon appstore | Tower Defense    |
| Kingdom Rush Origins                    | 2014 | IOS, Android, Amazon appstore        | Tower Defense    |
| Iron Marines                            | 2017 | IOS, Android                         | Realtidsstrategi |